# FC Barcelona Juvenil A
Futbol Club Barcelona Juvenil A is het hoogste jeugdteam van FC Barcelona en speelt in de División de Honor Juvenil de Fútbol en de UEFA Youth League. De ploeg geldt als een van de succesvolste jeugdteams ter wereld, met meerdere nationale en internationale titels, waaronder een recordaantal UEFA Youth League-zeges.
De thuisbasis is het Estadi Johan Cruyff op het trainingscomplex Ciutat Esportiva Joan Gamper. Grootste rivalen zijn de jeugdteams van Real Madrid Juvenil A en RCD Espanyol Juvenil A. 
FC Barcelona Juvenil A vormt de laatste stap van La Masia, de beroemde jeugdopleiding die onder meer Lionel Messi, Xavi Hernández en Andrés Iniesta voortbracht.

## Geschiedenis
De Juvenil A van FC Barcelona is met achttien bekers de meest succesvolle club in de Copa del Rey Juvenil, het equivalent voor jeugdteams van de Copa del Rey. De blaugranas wonnen in 1951 de eerste editie. Na winst in 1959 was de Juvenil A van de club de sterkste in de Copa del Rey Juvenil van 1973 tot 1977. Onder aanvoering van Guillermo Amor, later speler van FC Barcelona's Dream Team, werd in 1986 en 1987 de beker gewonnen ten koste van Real Madrid CF (6-3 in 1986, 2-1 in 1987). Ook Albert Ferrer en de in 2006 overleden Sergi López waren er destijds bij. In 1989 werd Athletic Bilbao met 3-2 verslagen. In 1990, met Josep Guardiola in het elftal, werd in de finale met 4-2 verloren van Real Betis. Een nieuwe succesvolle Juvenil A was er in 1994 toen onder meer Enrique Álvarez, Albert Celades, Roger García en Iván de la Peña met 2-1 wonnen van het Real Madrid van Raúl González Blanco. De beker-winnende Juvenil A van 1996 had met Carles Puyol en Gerard López twee spelers die later het eerste elftal zouden bereiken. Ook in 1996 was Real Madrid de tegenstander in de finale en ditmaal won de Juvenil A met 4-2. Een jaar later waren Xavi Hernández, Gabri en Luis García verliezend finalist met de Juvenil A. In de bekerfinale was Sevilla FC met 2-1 te sterk. Onder meer Mikel Arteta, Víctor Valdés en Fernando Navarro waren in 2000 met de Juvenil A in de bekerfinale met 2-1 te sterk voor RCD Mallorca. Bovendien werd de finale gehaald van de Copa de Campeones. Twee jaar later won FC Barcelona opnieuw met 2-1 van RCD Mallorca en ditmaal waren Joan Verdú, Daniel Fernández Artola en Sergio García de sterren van de Juvenil A. 
In 2005 werd onder aanvoering van Marc Valiente het kampioenschap in de División de Honor, de Copa de Campeones (bekertoernooi tussen de zes regionale winnaars van de División de Honor) én de Copa del Rey Juvenil gewonnen. In de bekerfinale won de Juvenil A met 2-0 van Sporting Gijón. Naast Valiente behoorden destijds ook onder meer Toni Calvo en Franck Songo'o tot het elftal. In het seizoen 2005/2006 verdedigde de Juvenil A met Giovani dos Santos, Marc Crosas, Iago Falque, Jeffrén Suárez en Bojan Krkić met succes het kampioenschap van de División de Honor en de Copa del Rey Juvenil (2-0 winst tegen Real Zaragoza). De Copa de Campeones werd niet geprolongeerd, doordat de Juvenil A in de halve finale verloor van Real Madrid. In 2008 was een team met onder meer Iago Falque, Rubén Rochina en Andreu Fontàs verliezend finalist in de Copa del Rey Juvenil tegen Sevilla FC. In 2009 won de Juvenil A zowel het regionale kampioenschap als de Copa de Campeones. In de finale van de Copa de Campeones werd met 2-0 gewonnen van Celta de Vigo door doelpunten van aanvoerder Jonathan Dos Santos en Adrià Carmona. 
In 2011 won de Juvenil A onder leiding van Óscar García de triplet: het regionale kampioenschap, de Copa de Campeones en de Copa del Rey. Hetzelfde jaar nam het team voor het eerst deel aan de The NextGen Series, een Europees clubtoernooi voor hoogste jeugdelftallen. De Juvenil A won in 2014 onder leiding van Jordi Vinyals de eerste editie van de UEFA Youth League. In 2018 werd deze competitie voor de tweede keer gewonnen, door in de finale te winnen van Chelsea FC. In 2022 won de Juvenil A voor het eerst in elf jaar weer de Copa de Campeones.

## Erelijst
| Competitie                          | Aantal | Jaren |
| ----------------------------------- | ------ | --- |
| Nationaal                           |        | |
| Liga Nacional Juvenil de Fútbol     | 9x     | 1978, 1979, 1980, 1981, 1982, 1983, 1985, 1986, 1994                                                             |
| Copa de Campeones Juvenil           | 4x     | 2005, 2009, 2011, 2022                                                                                           |
| División de Honor Juvenil de Fútbol | 16x    | 2000, 2001, 2005, 2006, 2009, 2010, 2011, 2013, 2014, 2017, 2018, 2020, 2021, 2022, 2023, 2025                   |
| Copa del Rey Juvenil                | 19x    | 1951, 1959, 1973, 1974, 1975, 1976, 1977, 1980, 1986, 1987, 1989, 1994, 1996, 2000, 2002, 2005, 2006, 2011, 2025 |
| Internationaal                      |        | |
| UEFA Youth League                   | 3x     | 2014, 2018, 2025                                                                                                 |
| Blue Stars (FIFA Youth Cup)         | 3x     | 1993, 1994, 1995                                                                                                 |